# Samsung Galaxy A55 5G
O Samsung Galaxy A55 5G é um smartphone Android desenvolvido e fabricado pela Samsung Electronics. Faz parte da série Galaxy A, que é voltada para o mercado intermediário. A empresa divulgou este telefone no dia 11 de março de 2024, junto com o Samsung Galaxy A35 5G.

## Especificações

### Software
O smartphone sai de fábrica com sistema operacional móvel Android 14 com a interface One UI 6.1 da Samsung.